# Michael Heiß
Michael Heiß (* 12. April 1818 in Pfahldorf; † 26. März 1890 in Milwaukee, Wisconsin) war ein deutsch-US-amerikanischer Geistlicher und römisch-katholischer Erzbischof von Milwaukee.

## Leben
Michael Heiß empfing am 18. Oktober 1840 in München das Sakrament der Priesterweihe für das Bistum Bardstown durch den Eichstätter Bischof Karl August von Reisach. Im Jahr 1844 kam er als Sekretär des Bischofs John Henni in das Erzbistum Milwaukee. Er errichtete die Old St. Mary's-Kirche, an der er auch als Seelsorger wirkte. 1856 beauftragte Bischof Henni ihn mit dem Aufbau des Priesterseminars Saint Francis, das er in den folgenden zwölf Jahren leitete.
Am 3. März 1868 ernannte ihn Papst Pius IX. zum ersten Bischof des mit gleichem Datum errichteten Bistums La Crosse. Die Bischofsweihe spendete ihm Bischof Henni am 6. September desselben Jahres. Mitkonsekratoren waren der Koadjutor von Detroit, Peter Paul Lefevère, und der Bischof von Saint Paul and Minneapolis, Thomas Langdon Grace.
Am Ersten Vatikanischen Konzil nahm Heiß als Konzilsvater teil.
Papst Leo XIII. ernannte ihn am 9. April 1880 zum Koadjutorerzbischof von Milwaukee und zum Titularerzbischof von Hadrianopolis in Haemimonto. Mit dem Tod John Hennis am 7. September 1881 folgte er diesem als Erzbischof von Milwaukee nach.
Heiß sorgte für eine stabile Finanzierung seiner Diözese, wozu er u. a. eine Pfarrsteuer einführte. In den Auseinandersetzungen zwischen deutsch- und englischsprachigen Katholiken vermittelte er und ermöglichte verstärkten Englischunterricht in den Pfarrschulen des Bistums.
Auf seinen Wunsch hin wurde er in der Kapelle des Saint Francis-Seminars in Milwaukee beigesetzt.